# 1850-ті в театрі
1850-ті роки в театрі

## Персоналії

### Народилися

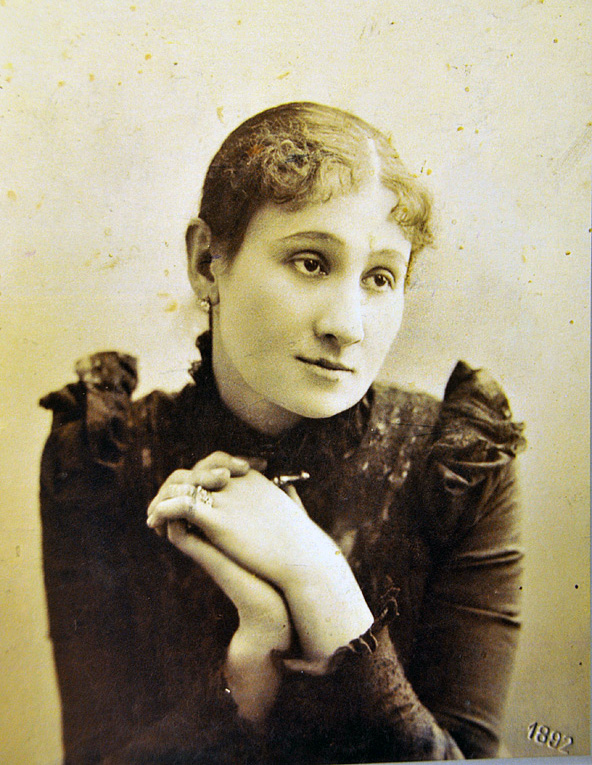
Марія Заньковецька

1854
- 23 липня (4 серпня) 1854 —
  -  Марія Заньковецька (справжнє прізвище — Адасовська;  село Заньки, нині Ніжинський район, Чернігівська область) — українська акторка і театральна діячка, провідна зірка українського театру кінця ХІХ і початку ХХ століть. Народна артистка Української РСР (1922)[1].